# Шкала Розіваля
Шкала Розіваля — це шкала твердості в мінералогії, названа на честь австрійського геолога Августа Карла Розіваля. Шкала Розіваля намагається дати більше кількісних значень стійкості до подряпин, на відміну від шкали Мооса, яка базується на якісних вимірюваннях із відносними значеннями.
Метод Розіваля (також званий методом Делессе-Розіваля) — це метод петрографічного аналізу, який виконується шляхом дряпання полірованої поверхні під відомим навантаженням за допомогою наконечника з відомою геометрією. Твердість розраховується шляхом визначення об’єму видаленого матеріалу, але це вимірювання може бути складним і вимагає відбору достатньо великої кількості зерен, щоб мати статистичну значущість.

## Значення шкали Розіваля
| Твердість за шкалою Мооса | Мінерал       | Твердість за шкалою Розіваля |
| ------------------------- | ------------- | ---------------------------- |
| 1                         | тальк         | 0,03                         |
| 2                         | гіпс          | 1,25                         |
| 3                         | кальцит       | 4.5                          |
| 4                         | флюорит       | 5                            |
| 5                         | апатит        | 5,5                          |
| 6                         | польовий шпат | 37                           |
| 7                         | кварц         | 120                          |
| 8                         | топаз         | 175                          |
| 9                         | корунд        | 1000                         |
| 10                        | алмаз         | 140 000                      |

Вимірюється стійкість мінералу до подряпин, виражена за кількісною шкалою. Ці вимірювання необхідно проводити в лабораторії, оскільки поверхні мають бути рівними та гладкими. Базове значення шкали Розіваля визначається як корунд із значенням 1000 (безрозмірні одиниці).